# Zawleczka

Rodzaje zawleczek: A - nowa, B - prawidłowo założona, C - inny typ (chwilowa?) D - przekrój nowego typu zawleczek

Zawleczka, szplint – element wykonany z drutu o półokrągłym przekroju, w miejscu zgięcia posiadający uszko. Zabezpiecza przed zsuwaniem, lub przemieszczaniem się elementów umieszczonych na wałkach, osiach, trzpieniach lub innych elementach maszyn. Przewlekany jest przez otwór wywiercony w elemencie a jej wolne i wystające końce są odginane w przeciwne strony. Zawleczki stosuje się tylko wówczas, gdy element zabezpieczany nie jest obciążony siłą osiową, lub gdy ta siła jest niewielka. W takich przypadkach zawsze powinno się stosować zawleczkę z podkładką.
Zawleczki stosuje się w przypadku zabezpieczenia nakrętek koronowych przed samoczynnym odkręceniem.
Zawleczki o specjalnej konstrukcji – z przewleczonym przez uszko pierścieniem – stosuje się do zabezpieczenia granatu ręcznego.

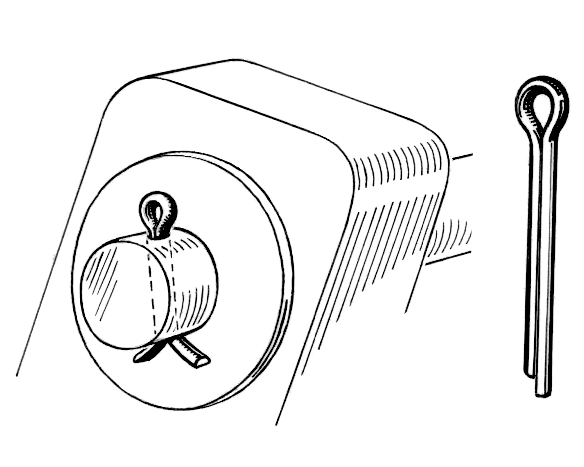
Zabezpieczenie sworznia przed wysunięciem
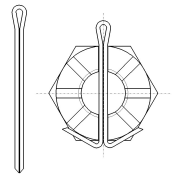
Zabezpieczenie nakrętki koronkowej przed odkręceniem
Granat ręczny zabezpieczony zawleczką (7) wyposażoną w pierścień (8)